# قورباغه زهرآگین
قورباغه زهرآگین (نام علمی: Dendrobatidae) نام یک تیره از زیرراسته نوغوکان است.